# 비터스

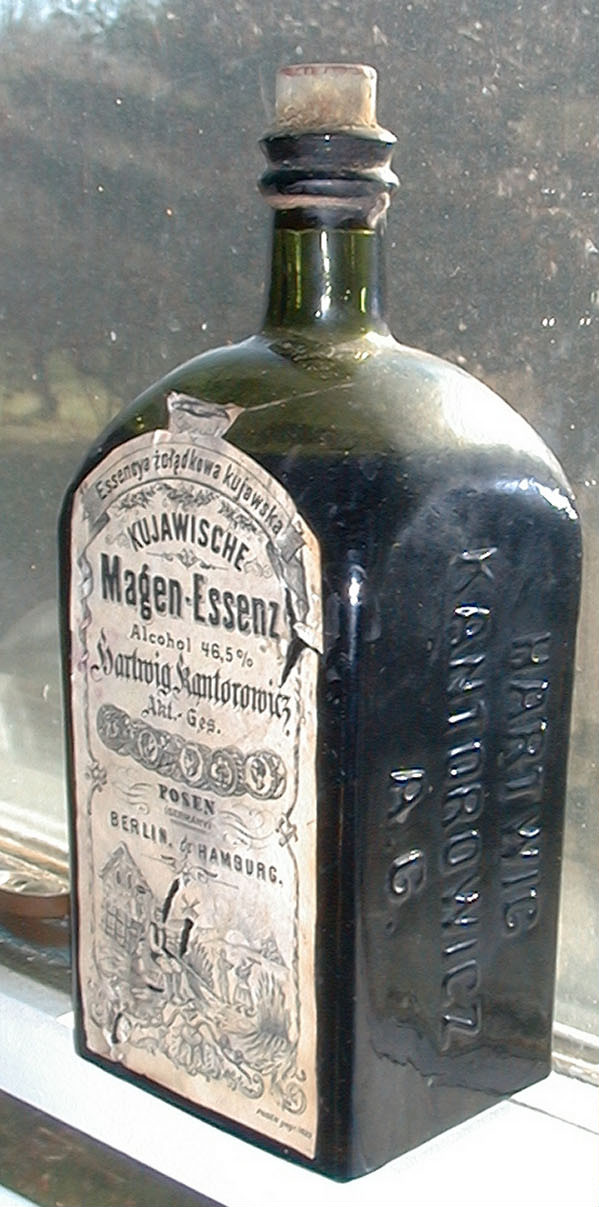

비터스(bitters)는 전통적으로 씁쓸하거나 씁쓸한 향미를 내기 위해 식물성 물질로 맛을 낸 술 준비물이다. 원래 수많은 오랜 브랜드의 비터가 특허 의약품으로 개발되었지만 이제는 소화제, 때로는 허브 특성을 지닌 소화제 및 칵테일 향료로 판매된다.
칵테일에는 종종 신맛과 달콤한 맛이 포함되어 있기 때문에 쓴맛은 또 다른 기본 맛을 끌어들이고 음료의 균형을 맞추고 더 복잡하게 만들어 더욱 완벽한 맛 프로필을 제공하는 데 사용된다.

## 다이제스티브 비터스
다이제스티브 비터스(Digestive bitters)는 일반적으로 많은 유럽 및 남미 국가에서 식사가 끝날 때 또는 바로 섭취된다. 인기 있는 이탈리아 스타일의 아마로와 독일 스타일의 크라우테를리쾨르(Kräuterlikörs)를 포함한 많은 것들이 칵테일에도 자주 사용된다.
다른 예:
- 아마로 아베르나
- 아페롤
- 캄파리
- 예거마이스터
- 유니컴(Unicum)